# Lijst van voormalige wandelpaden in Nederland
Wandelpaden en -routes worden met een zekere regelmaat gewijzigd: dit kan een naamswijziging zijn, een opgaan in of samenvoeging met een andere route, of een geheel opheffen ervan. Deze lijst geeft een opsomming van voormalige wandelroutes (die wel een artikel in de Nederlandse Wikipedia hebben) per november 2022.
| Naam                               | Nummer                | Bijzonderheden |
| ---------------------------------- | --------------------- | --- |
| Amsterdamse Ommegang               | (niet bekend)         | Opgeheven wegens oprukkende bebouwing                                                                                             |
| ANWB Bondswandelweg                | (niet van toepassing) | Eerste generatie gemarkeerde Nederlandse wandelroutes, vervangen door LAW's en Streekpaden                                        |
| Diagonaalpad                       | LAW 1                 | Thans (2022) bekend onder namen samenstellende delen: Friese Woudenpad (LAW 1-1), Pionierspad (LAW 1-2) en Floris V-pad (LAW 1-3) |
| Domelapad                          | LAW 101               | Wordt niet meer onderhouden; delen ervan nu onderdeel van Drenthepad (SP 6)                                                       |
| Duin- en Polderpad                 | (niet bekend)         | Thans (2022) onderdeel van Nederlands Kustpad (LAW 5)                                                                             |
| Hollands Kustpad                   | (was) LAW 5-1 t/m 5-3 | Slechts naamswijziging: thans (2022) Nederlands Kustpad                                                                           |
| Kustpad                            | (was) LAW 5-1 t/m 5-3 | Slechts naamswijziging: thans (2022) Nederlands Kustpad                                                                           |
| Lingepad                           | (was) LAW 6-2         | Sinds 2011 onderdeel van Grote Rivierenpad (LAW 6)                                                                                |
| Maas-Swalm-Nettepad                | (niet bekend)         | In 2011 opgegaan in het Maas-Niederrheinpad (SP 10)                                                                               |
| Nivonpad                           | (niet van toepassing) | (Deels) opgevolgd door andere paden                                                                                               |
| Oeverloperpad                      | (was) LAW 6-2         | Sinds 2011 onderdeel van Grote Rivierenpad                                                                                        |
| Overijsselpad                      | (niet bekend)         | (Deels) opgevolgd door andere paden                                                                                               |
| Peellandpad                        | (niet bekend)         | Was "aanhangsel" van Pelgrimspad; opgevolgd door Hertogenpad (LAW 13)                                                             |
| Stelling van Amsterdam (streekpad) | SP 9                  | In 2017 gevoegd bij (vernieuwde) Waterliniepad (LAW 17)                                                                           |
| Texelpad                           | SP 4                  | Opgegaan in Waddenwandelen (SP 4)                                                                                                 |
| Visserspad                         | (niet bekend)         | Opgegaan in Nederlands Kustpad |
| Wad- en Wierdenpad                 | LAW 5-5               | Opgegaan in Nederlands Kustpad |
| Zwerfsteenpad                      | (niet bekend)         | Route opgenomen in Drenthepad |